# Webera fasciculata
Webera fasciculata là một loài Rêu trong họ Bryaceae. Loài này được (Mitt.) Müll. Hal. ex Broth. miêu tả khoa học đầu tiên năm 1904.